# Kroatiska skidförbundet
Kroatiska skidförbundet (kroatiska: Hrvatski skijaški savez) är ett nationellt idrottsförbund för skidsport i Kroatien. Förbundet är det idrottsorgan som kontrollerar, uppmuntrar till och främjar den organiserade skidsporten i Kroatien. Det bildades år 1933 under namnet Kroatiens skidförbund (Skijaški savez Hrvatske) vilket senare ändrades till Kroatiska skidförbundet. Skidförbundet har sitt huvudkontor på adressen Trg Krešimira Ćosića 11 i stadsdelen Trešnjevka-norr i Zagreb och är en medlem av Internationella skidförbundet (FIS).

### Fotnoter
1. 1 2 3  Croski.hr - Kroatiska skidförbundets officiella webbplats (engelska)